# هوانگ چیوشوانگ
هوانگ چیوشوانگ (به انگلیسی: Huang Qiushuang) ژیمناست زادهٔ ۲۸ مهٔ ۱۹۹۲ میلادی اهل کشور چین است.